# ΜClinux
O μClinux significa "Microcontrolador Linux", e é pronunciado "iu-si-Linux", como explicado no website, e não como a letra μ é normalmente pronunciada. Ele é um fork do Linux de microcontroladores (ver sistemas embarcados) sem uma unidade de gerenciamento de memória (MMU).
O μClinux foi originalmente criado por D. Jeff Dionne e Kenneth Albanowski em 1998. Inicialmente eles visaram o a família de processadores embarcados de 68 Kb Motorola DragonBall (especificamente as 68328 séries) em um Linux 2.0.33. Depois de lançar o seu trabalho inicial, logo surgiu uma comunidade de desenvolvedores para estender o seu trabalho a mais novos kerneis e outras arquiteturas de microprocessadores. No início de 1999, o suporte foi acrescentado para a família de microprocessadores embarcados Motorola (agora Freescale) ColdFire. O suporte de processador ARM também ficou disponível naquele ano.
Embora visando originalmente as séries 2.0 do Linux, ele agora tem portas baseadas em Linux 2.4 e Linux 2.6. Não houve nunca nenhuma extensão μClinux aplicada aos kerneis de série 2.2.
Desde a versão 2.5.46 do Linux, as partes principais do μClinux estiveram integradas à linha principal de kerneis de um grande número de arquiteturas de processadores. Greg Ungerer (que originalmente transportou μClinux para a família de processadores Motorola ColdFire) continua mantendo ativamente o suporte μClinux em séries kerneis Linux 2.6. Neste sentido, o μClinux não é essencialmente mais um fork separado de Linux.
O projeto continua desenvolvendo patches e instrumentos de apoio para usar Linux em microcontroladores. o μClinux tem o suporte para muitas arquiteturas, e forma a base de muitos produtos, como encaminhadores de rede, câmeras de segurança, DVD ou MP3 players, telefone VoIP ou Gateways, scanners, e leitores de cartão.

## Arquiteturas suportadas
A lista atual inclui:
- Altera NIOS
- ADI Blackfin
- ARM
- Axis ETRAX
- Freescale M68K (incluindo DragonBall, ColdFire, PowerQUICC e outras)
- Hyperstone E1/E2 (called hyLinux)
- Fujitsu FR-V
- Hitachi H8
- Intel i960
- MIPS (exemplo: the Brecis parts)
- NEC V850E
- Xilinx MicroBlaze
- Lattice Mico32